# اعتلال القرنية الفقاعي
اعتلال القرنية الفقاعي، المعروف أيضًا باسم اعتلال القرنية الفقاعي الكاذب، هو حالة مرضية تتشكل فيها حويصلات صغيرة، أو فقاعات، في القرنية بسبب خلل وظيفي في بطانة القرنية.
في القرنية السليمة، تحافظ الخلايا البطانية على الأنسجة من امتصاص السوائل الزائدة، وتضخها مرة أخرى إلى الخلط المائي. عندما تتأثر الخلايا البطانية لسبب ما، مثل حثل فوكس أو الصدمة أثناء إزالة الساد، فإن الخلايا البطانية تعاني من الموت أو الضرر. عادة لا تخضع الخلايا البطانية للقرنية لانقسام الخلايا الانقسامية، ويؤدي فقدان الخلايا إلى فقدان دائم لوظيفتها. عندما ينخفض عدد الخلايا البطانية إلى مستوى منخفض جدًا، تبدأ المضخة بالفشل في أداء وظيفتها ويتحرك السائل للأمام إلى السدى والظهارة. يؤدي السائل الزائد إلى تورم القرنية. عندما يتراكم السائل بين الخلايا الظهارية القاعدية، تتشكل تكوينات تشبه الفقاعات (الفقاعات) وتتعرض لتمزقات مؤلمة مما يؤدي إلى إطلاق محتواها من السوائل إلى السطح. هذه التشوهات المميزة تعطل الرؤية وتخلق أحاسيس الألم.

## الأعراض
يبدأ المرض بالحويصلات التي تتجمع. هناك وذمة شديدة ومتقدمة وقد يحدث التمزق خلال 24 ساعة أو أقل.

## العلاج
يمكن أن يشمل العلاج قطرات عين مفرطة الحركة لتقليل التورم (5٪ كلوريد الصوديوم)، وضمادات العدسات اللاصقة لتقليل الانزعاج، وأدوية الجلوكوما لتقليل تدفق السوائل إلى القرنية، والإجراءات الجراحية. أكثر أنواع العلاج الجراحي شيوعًا هي عملية رأب القرنية البطانية الآلية (DSAEK) وتجريد القرنية البطانية (DSAEK) ورأب القرنية البطانية الغشائي (DMEK).

## مآلات المرض
اعتلال القرنية شائع عند كبار السن. يحدث اعتلال القرنية بعد جراحة إزالة المياه البيضاء، وقد انخفض معدل حدوثه منذ ظهور العوامل اللزجة المرنة أثناء العملية التي تحمي البطانة.